# Es tanzt ein Bi-Ba-Butzemann
Es tanzt ein Bi-Ba-Butzemann es una canción popular infantil de origen alemán, basada en la tradición del personaje Butzemann, una figura parecida al hombre del saco. La letra de la canción fue publicada por primera vez en 1808, en el tercer volumen de la recopilación del cancionero infantil Des Knaben Wunderhorn, por Clemens Brentano y Achim von Arnim, quienes sobre un texto escrito por Jacob Grimm, hicieron algunas variaciones.

## Canción
Tanto la palabra "fidebum" como el añadido "Bi-Ba-" ante Butzemann son elementos fonéticos sin sentido.

Es tanzt ein Bi-Ba-Butzemann

In unserm Haus herum, fidebum,

Es tanzt ein Bi-Ba-Butzemann

In unserm Haus herum.

Er rüttelt sich, er schüttelt sich,

Er wirft sein Säckchen hinter sich.

Es tanzt ein Bi-Ba-Butzemann

In unserm Haus herum.
Tenemos un Bi-Ba-Butzemann

en nuestra casa bailando,  fidebum ,

tenemos un Bi-Ba-Butzemann

en nuestra casa bailando.

Se mueve, no está quieto,

lanza atrás su saquito.

Tenemos un Bi-Ba-Butzemann

en nuestra casa bailando.
.
Des Knaben Wunderhorn. Vol. 3. (1808), p. 77

## Significado
Un Butzemann o Butz es un demonio, espíritu, duende o enano utilizado por los adultos como asustador de niños. Es popular sobre todo en el sur de Alemania y en Suiza. La palabra podría derivar del alto alemán bôzen 'golpear' y del substantivo Mann 'hombre', pero también se asocia a los numerosos nombres de asustadores de niños con la raíz  bu  o  pu , entre ellos el español coco.
Los hermanos Grimm dieron varias explicaciones sobre esta figura. En 1819, Wilhelm Grimm hablaba así en su famosa recopilación Cuentos de niños y del hogar: «Botzemann: (...) habitualmente alguien se disfraza con ropas blancas y lleva una escoba en la mano». Los investigadores de cuentos Johannes Bolte y Jiří Polívka, en su comentario en cinco volúmenes Anmerkungen zu den Kinder und Hausmärchen der Brüder Grimm, dicen que la figura del Herrn Korb (KHM 41) es comparable al Knecht Ruprecht o al Butzemann , que asusta a los niños, y esta misma explicación ya la habían dado los hermanos Grimm el 25 de junio de 1823 a su traductor al inglés Edgar Taylor. Finalmente, también se habla de él en el Deutsches Wörterbuch (diccionario alemán de los hermanos Grimm), donde dicen que proviene de un personaje enmascarado. Por otra parte, Richard Beitl, miembro de la escuela mitológica de la etnología, basándose en encuestas empíricas, clasificó el Butzemann como descendiente de los «espíritus de los campos» de Wilhelm Mannhardt.

## Uso
Hay varios juegos que se juegan cantando esta canción, mayoritariamente consistentes en imitar en círculo las acciones descritas en la letra. Otra tipología de juegos toma la canción como base de una variante del juego de Plumpsack ( 'saco pesado') o fábula Ei ('huevo podrido'): los niños están derechos o sentados en círculo, mirando adentro y cogidos de las manos, mientras el Butzemann corre alrededor del círculo; entonces el Butzemann deja caer su «saquito» junto a uno de los niños; el niño escogido tiene que coger el saquito e intentar atrapar al Butzemann, que por su parte debe procurar llegar al lugar que ha dejado vacío el niño; si el Butzemann consigue su objetivo, el niño entra al «huevo podrido» (el centro del círculo), y el juego vuelve a empezar; en cambio, si es el niño el que gana, entra en el «huevo podrido» el Butzemann.

## Versiones
Entre muchas otras, destacan las versiones siguientes de la canción:
- Gustav Mahler (1901): elementos de la melodía aparecen en el primer movimiento de la cuarta sinfonía de Mahler.
- Fredl Fesl (1978): Der Bi-Ba-Butzemann.
- Nena (1990): Es tanzt ein Bi-Ba-Butzemann, del álbum Komm, lieber Mai …
- Hämatom (2005): "Butzemann", del álbum Nein
- Klaus Trabitsch (2006): Butzemann – die Schönsten Kinderlieder (CD)
- Maybebop (2011): "Es Tanzt Ein Bebop-Butzemann", del álbum Extrem nah dran
- Jazzkantine (2012): "Es Tanzt Ein Bi-Ba-Butzemann", del álbum Jazzkantine spielt Volkslieder

## Curiosidades
A mediados de abril de 2018, la canción se hizo viral en Cataluña principalmente, y en España también, porque el estribillo  Bi-Ba-Butzemann  suena al oído de un hispanohablante como la frase  Viva Puigdemont . La difusión de un vídeo de animación en el que se interpretaba la canción coincidió con la estancia de Carles Puigdemont en Alemania, después de que el Tribunal Superior de Schleswig-Holstein decidiera no extraditarlo a España por rebelión.